# ثيودور ميشيل
ثيودور ميشيل (بالفرنسية: Théodore Michel)‏ هو سبّاح لوكسمبورغي، مثّل بلاده في الألعاب الأولمبية الصيفية 1920.

## روابط خارجية
ثيودور ميشيل على موقع اللجنة الأولمبية الدولية (الإنجليزية)
- ثيودور ميشيل على موقع أوليمبيديا (الإنجليزية)